# Alte Elster und Rohrbornwiesen bei Premsendorf
Alte Elster und Rohrbornwiesen bei Premsendorf este o arie protejată (arie specială de conservare — SAC, sit de importanță comunitară — SCI) din Germania întinsă pe o suprafață de 212 ha, integral pe uscat.

## Localizare
Centrul sitului Alte Elster und Rohrbornwiesen bei Premsendorf este situat la coordonatele 51°44′52″N 13°08′20″E / 51.7478°N 13.1389°E.

## Înființare
Situl Alte Elster und Rohrbornwiesen bei Premsendorf a fost declarat sit de importanță comunitară în octombrie 2000 pentru a proteja 8 specii de animale. Situl a fost protejat și ca arie specială de conservare în decembrie 2018.

## Biodiversitate
Situată în ecoregiunea continentală, aria protejată conține 9 habitate naturale: Lacuri eutrofice naturale cu vegetație de tip Magnopotamion sau Hydrocharition, Cursuri de apă de la nivel de câmpie la nivel montan, cu vegetație Ranunculion fluitantis și Callitricho-Batrachion, Râuri cu maluri nămoloase cu vegetație de Chenopodion rubri p.p. și Bidention p.p., Pajiști uscate europene, Pajiști cu Molinia pe soluri calcaroase, turboase sau argilos-nămoloase (Molinion caeruleae), Pajiști aluvionare inundabile, de Cnidion dubii, Fânețe de joasă altitudine (Alopecurus pratensis, Sanguisorba officinalis), Păduri de stejar sau de stejar și carpen sub-atlantice și medio-europene de Carpinion betuli, Păduri aluvionare cu Alnus glutinosa și Fraxinus excelsior (Alno-Padion, Alnion incanae, Salicion albae).
La baza desemnării sitului se află mai multe specii protejate:
- amfibieni (1): triton cu creastă (Triturus cristatus)
- mamifere (2): castor (Castor fiber), vidră de râu (Lutra lutra)
- nevertebrate (2): Graphoderus bilineatus, fluturele purpuriu (Lycaena dispar)
- pești (3): avat (Aspius aspius), țipar (Misgurnus fossilis), boarță (Rhodeus amarus)

Pe lângă speciile protejate, pe teritoriul sitului au mai fost identificate 27 de specii de plante, 6 specii de amfibieni, 6 specii de mamifere, 2 specii de nevertebrate, 4 specii de pești, 2 specii de reptile.